# Альберто Вільяльта
Альберто Вільяльта Авіла (ісп. Alberto Villalta Ávila; 19 листопада 1947, Сан-Сальвадор — 4 березня 2017, Сан-Сальвадор) — сальвадорський футболіст, який виступав на позиції півзахисника. Багаторазовий чемпіон Сальвадору, гравець збірної країни.

## Біографія

### Клубна кар'єра
Виступав за столичні клуби «Альянса» і «Атлетіко Марте». У складі «Альянси» вигравав золото національного чемпіонату в сезонах 1965/66 і 1966/67, а в складі «Атлетіко» — в сезонах 1968/69 і 1970. Наприкінці кар'єри виступав за «ФАС» з міста Санта-Ана.

### Кар'єра в збірній
У 1968 році брав участь у футбольному турнірі літньої Олімпіади в Мехіко. Виходив на поле у двох матчах, проти Угорщини (0:4) і Ізраїлю (1:3); його команда не пройшла груповий турнір. У матчі з Ізраїлем був на 67-й хвилині вилучений з поля.
У 1970 році був у складі збірної Сальвадору в фінальному турнірі чемпіонату світу, що також проходив у Мехіко. На турнірі жодного разу не вийшов на поле. Брав участь у товариських матчах у складі національної команди, в тому числі 21 квітня 1970 року проти Перу і 30 квітня 1970 року проти Румунії.

## Особисте життя
Був одружений, дружина — Марта Алісія. Двоє дітей — Зульма і Карлос, двоє онуків.
Помер 4 березня 2017 року в лікарні міста Сан-Сальвадор на 70-му році життя від хвороби серця.